# Conosimus horvathi
Conosimus horvathi är en insektsart som först beskrevs av Soos 1976.  Conosimus horvathi ingår i släktet Conosimus och familjen sköldstritar.
Artens utbredningsområde är Spanien. Inga underarter finns listade i Catalogue of Life.